# Juan Manuel Fuentes (ajedrecista)
Juan Manuel Fuentes (Jerez de la Frontera, Cádiz, 16 de abril de 1906 - Alicante,  2 de marzo de 1978) fue un jugador de ajedrez español que alcanzó la categoría de maestro nacional.

## Resultados destacados en competición
Inició su carrera ajedrecistica ganado el campeonato de Sevilla en el año 1930, continuó toda su carrera ajedrecista en Madrid, ganó el antiguo campeonato de Castilla de ajedrez en cinco ocasiones en el año 1936 quedó empatado con Vicente Almirall Castell en la primera posición, 1942, 1944, 1951 y 1952.
Ganó en Torneo Nacional de Barcelona del año 1942, que le dio el derecho a retar al campeón Ramón Rey Ardid. Perdió el encuentro resultando subcampeón de España, en el año 1942. Resultó nuevamente subcampeón en el año 1947 por detrás del maestro internacional Antonio Medina García.
En el Torneo Internacional de Madrid del año 1943, quedó en segundo lugar por detrás de Paul Keres, el llamado "campeón sin corona".

## Aportación literaria
Juan Manuel Fuentes colaboró en la revista mensual especializada en ajedrez El ajedrez español, en su primera época y en la segunda época del El ajedrez español.
Escribió en colaboración con Julio Ganzo, el  siguiente libro sobre ajedrez:
- La vida de Arturito Pomar, editorial Ajedrez Español, ISBN , Madrid, año 1946.